# Бородина, Александра Григорьевна
Александра Григорьевна Бородина, урожд. Перетц (в первом браке Степанова; 1846―1915) — русская переводчица
, публицист, мемуаристка. С конца 1870-х годов жена ботаника И. П. Бородина. Мать Инны Любименко.

## Биография
Дочь Г. Г. Перетца, двоюродная сестра филолога В. Н. Перетца. Окончила пансион Заливкиной (1861). В 1862 году выдержала в Петербургском университете экзамен на звание домашней учительницы. В 1865 году стала женой С. Н. Степанова, сына карикатуриста Н. А. Степанова, в доме которого познакомилась с А. С. Даргомыжским и Н. А. Некрасовым. В неопубликованных воспоминаниях Бородиной «Н. А. Степанов и кружок сатирического журнала „Будильник“» ― история возникновения журнала. Обучалась на словесном отделении Высших женских (Бестужевских) курсов. В 1910-х гг. Бородина ― активный член Женского взаимно-благотворительного общества.
Литературный дебют Бородиной относится к 1860-м годам. Она переводит для газеты «Северная почта»; в газете «Санкт-Петербургские ведомости» (1864―1865, 1868―1870) и в журнале «Будильник» (1868―1870) публикует статьи и фельетоны (псевдоним Йорик). В 1873 году печатается в газете «Новое время», как автор библиографических обозрений. Эпизодически выступает как критик. Пишет статьи: «Генрих Мюрже и его кружок» («Московское обозрение», 1877), отрицательную рецензию на повесть В. П. Авенариуса «Юношеские годы Пушкина» («Филологическая библиотека», 1894). В 1870 году вместе с А. Н. Энгельгардт Бородина впервые переводит на русский язык «Сентиментальное воспитание» («Воспитание чувств») Г. Флобера и «Исповедь сына века» А. Мюссе, «Фредерик и Вернерета» А. Мюссе, «Две истории» А. Лео. Переводы были замечены критикой; о языке первого из них говорилось, что он «почти безукоризнен». Кроме того, Бородина переводила сказки Э. Золя «Та, которая меня любит» (1875), «Фея Любовь» (1875), «Кровь» (1894), «Сестра Бедных» (1894). В конце 1870-х гг. Бородина работает над переводом с немецкого сказок для детей: «Птичьи сказки» А. Бальдамуса (1879), «Фантастические сказки» Амалии Годин (1880; совместно с О. А. Гриммом). В 1879 году в журнале «Мирской толк» (№ 5―10, 12, 13) Бородина опубликовала повесть «Драма в сумасшедшем доме», в котором тема свободной любви развивается на «художественном уровне» бульварного романа.
Другие переводы. Романы: Мейснер А. «Вавилонское столпотворение» (1871); Гонтран Б. «Парижские шалопаи» (1872).